# Corpul 4 Siberian rus (1916-1918)
Corpul 4 Siberian a fost una din marile unități operative ale Armatei Țariste, participantă la acțiunile militare de pe frontul românesc, în timpul Primului Război Mondial. În această perioadă, a fost comandat de generalul de infanterie Leonid-Otto Ottovici Sirelius și generalul locotenent Piotr Mihailovici Baranov.:p. 181
În compunerea Corpului 4 Siberian intrau Divizia 9 Siberiană și Divizia 10 Siberiană.